# Kamal Ranadive
Kamal Jayasing Ranadive, née Samarath le 8 novembre 1917 à Pune en Inde et morte le 11 avril 2001, est une biologiste et chercheuse biomédicale indienne. 
Elle est connue pour ses recherches sur les liens entre les cancers et les virus. Elle est membre fondatrice de l'Association des femmes scientifiques indiennes (IWSA),,.
Elle fonde dans les années 1960 le premier laboratoire de recherche sur la culture tissulaire en Inde, au Centre indien de recherche sur le cancer à Mumbai,. Elle crée également des unités de recherche en cancérogenèse et en immunologie.
Les résultats de ses recherches fondamentales permettent une meilleure connaissance des causes de maladies comme la leucémie, le cancer du sein et celui de l'œsophage, l’établissement d’un lien entre la prédisposition au cancer et la relation entre hormones et virus tumoraux. Ses travaux permettent aussi de contribuer à la mise au point d'un vaccin contre la lèpre, et inspirent diverses recherches sur le cancer.

## Biographie

### Jeunesse et formation
Kamal Samarath naît à Pune le 8 novembre 1917. Ses parents sont Dinkar Dattatreya Samarath et Shantabai Dinkar Samarath. Son père est un biologiste qui enseigne au Fergusson College de Pune. Il veille à ce que tous ses enfants soient bien éduqués. Kamal Samarath fait sa scolarité à Huzurpaga, au lycée HHCP.
Son père veut qu'elle effectue des études de médecine et qu'elle épouse un médecin, mais elle préfère choisir par elle-même. Elle commence ses études universitaires au Fergusson College avec la botanique et la zoologie comme matières principales. Elle obtient son baccalauréat ès sciences (B.Sc.) avec distinction en 1934. Elle rejoint ensuite le Collège d'agriculture de Pune où elle a obtient sa maîtrise (M.Sc.) en 1943 avec la cytogénétique des annonacées comme spécialité. Elle épouse ensuite J.T. Ranadive, un mathématicien, le 13 mai 1939 et s'installe avec lui à Bombay.
À Bombay, maintenant connue sous le nom de Mumbai, Kamal Ranadive travaille à l'hôpital Tata Memorial. Son mari, J.T. Ranadive, lui est d'une grande aide dans ses études postuniversitaires en cytologie ; ce sujet avait été choisi par son père. En même temps, elle poursuit ses travaux pour son doctorat à l'université de Bombay. Son directeur de thèse est V.R. Khanolkar, pathologiste réputé et fondateur du Centre indien de recherche sur le cancer (CICR),.
Après qu'elle obtient son doctorat de l'Université de Bombay en 1949, son directeur de thèse l'envourage à postuler pour une bourse d'études dans une université américaine. Elle suit ce conseil et obtient une bourse de recherche postdoctorale pour travailler sur les techniques de culture tissulaire sous la direction de George Gey (célèbre pour son innovation en laboratoire sur la lignée cellulaire HeLa), dans son laboratoire de l'université Johns Hopkins de Baltimore.

### Carrière de chercheuse
Une fois revenue en Inde, Kamal Ranadive rejoint le Centre indien de recherche sur le cancer (CICR) et commence sa carrière de chercheuse en tant que chargée de recherche principale. Elle joue un rôle déterminant dans la création du laboratoire de biologie expérimentale et du laboratoire de culture tissulaire à Bombay. Elle assume de 1966 à 1970 le rôle de directrice intérimaire du Centre indien de recherche sur le cancer.
Au début des années 1960, elle et les assistants qu'elle a intégrés au CICR dans les domaines de la biologie et de la chimie, développent des milieux de culture tissulaire et des réactifs associés. Elle est également la fondatrice de nouvelles unités de recherche en cancérogenèse, en biologie cellulaire et en immunologie. Ses réalisations professionnelles comprennent des recherches sur la physiopathologie du cancer chez les animaux, qui conduisent à une meilleure compréhension des causes de maladies telles que la leucémie, le cancer du sein et le cancer de l'œsophage. Une autre réalisation notable est l’établissement d’un lien entre la prédisposition au cancer et la relation entre les hormones et les virus tumoraux. L'évolution du vaccin contre la lèpre est le résultat de ses recherches fondamentales sur les bactéries liées à cette maladie. 
Elle est un modèle pour les femmes scientifiques indiennes et une grande source d'inspiration pour les chercheurs qui travaillent sur la recherche sur le cancer, en particulier sur le cancer chez les femmes et les enfants. L'un de ces projets porte sur « l'immunohématologie du sang tribal » lié à l'étude des nourrissons.

### Études spéciales
Lorsque Kamal Ranadive travaille au Tata Memorial Cancer Hospital de Bombay, qui deviendra plus tard le Centre de recherche sur le cancer, dans le département de pathologie, elle rend compte de ses études de recherche sur la « morphologie comparée des glandes mammaires normales de quatre souches de souris variant dans leur sensibilité au cancer du sein ». En février 1945, elle rend compte des études sur le cancer du sein qui retiennent particulièrement l'attention. Elle tente de corréler l'évolution de la maladie avec l'hérédité, la procréation, la structure histologique et d'autres facteurs. Les tumeurs malignes d'origine génétique chez les enfants et les états anormaux du sang, appelés dyscrasies, font l'objet d'une attention particulière.
Une étude majeure entreprise par Kamal Ranadive et son équipe du Satya Niketan (une organisation bénévole) d'Ahmednagar en 1989 est la collecte de données relatives à l'état nutritionnel des enfants tribaux dans le taluk d'Akola du district d'Ahmednagar du Maharashtra.
Kamal Ranadive fournit également des conseils aux femmes des villages ruraux proches de Rajpur et d'Ahmednagar en matière de santé et de soins médicaux dans le cadre de projets parrainés par le gouvernement sous l'égide de l'Association des femmes indiennes.

### Prix et distinctions
Kamal Ranadive reçoît le Padma Bhushan (la troisième plus haute distinction civile de l'Inde) pour la médecine, en 1982. Elle reçoit le premier Silver Jubilee Research Award 1964, du Conseil médical de l'Inde. Ce prix comprend une médaille d'or et une récompense en espèces de ₹ 15 000 (équivalent en 2023 à ₹ 1.1 million soit 14 000 dollars). Elle reçoit également le prix de la Fondation G.J. Watumull en 1964 en microbiologie.
Elle est « scientifique médicale émérite » du Conseil indien de la recherche médicale (ICMR).
Kamal Ranadive fait l'objet d'un Google Doodle le 8 novembre 2021, jour du 104e anniversaire de sa naissance,,.

### Publications scientifiques
Kamal Ranadive publie plus de 200 articles de recherche scientifique sur le cancer et la lèpre, parmi lesquels : Cheque de bétel à mâcher et cancer de la bouche : études expérimentales sur les hamsters ; Effet de l'uréthane sur les acides nucléiques ; Influence de la splénectomie sur le développement de la leucémie chez les souris mâles de souche CICR ; Caractérisation du virus de la tumeur mammaire de la souche souris ICRC.